# Pierre Hardy
Pierre Édouard Hardy (* 4. August 1907 in Paris; † 24. Juli 2000 in Poissy) war ein französischer Sportschütze.

## Erfolge
Pierre Hardy nahm im Alter von 16 Jahren an den Olympischen Spielen 1924 in Paris teil. In der Mannschaftskonkurrenz mit dem Freien Gewehr, die über die Distanzen 400 m, 600 m und 800 m ausgetragen wurde, kam er gemeinsam mit Émile Rumeau, Paul Colas, Albert Courquin und Georges Roes auf 646 Punkte und gewann so hinter dem US-amerikanischen und vor dem haitianischen Team die Silbermedaille. Hardy war mit 130 Punkten der drittbeste Schütze der Mannschaft.